# Power usage effectiveness
El PUE (Power Usage Effectiveness) és una variable definida per The Green Grid com a instrument per a mesurar l'eficiència energètica dels centres de dades. S'hi compara el total d'energia consumida per un centre de dades amb la quantitat d'energia que realment arriba a l'equipament de TI, el que permet conèixer la quantitat perduda en la resta d'instal·lacions, com els sistemes de refrigeració o il·luminació.